# JAWS
JAWS (англ. Job Access With Speech) — програма для читання з екрана комп'ютера, розроблена для сліпих та слабозорих людей. Дозволяє користувачеві «читати» з екрана і самому набирати текст. Програма озвучує текст на екрані (text-to-speech): кнопки, пункти меню, тексти в документах, тощо та озвучує натиснення клавіш клавіатури.
Розроблена компанією «Freedom Scientific» (Сент-Пітерсберг, Флорида, США).
Першу версію було створено у 1989 році Тедом Хентером (Ted Henter), який у 1978 сам став незрячим внаслідок нещасного випадку.
Програма дозволяє підключати різноманітні синтезатори мови, в тому числі і для української мови. Також, JAWS дозволяє змінювати швидкість читання тексту, паузи між словами, змінювати мовний синтезатор та в залежності від досвідченості користувача, можна налаштувати чи читати увесь доступний текст чи лише дещо. Так, наприклад, при відкритті вікна може прочитати повністю назву вікна і усі доступні кнопки та опції в даному вікні, а може лише сказати, що вікно відкрите. Управління JAWS здійснюється через графічний інтерфейс програми та через комбінації клавіш клавіатури.
При наявності спеціального пристрою, можливе застосування шрифту Брайля як для читання тексту з екрана так і для його введення (дисплей Брайля). Проте оскільки такі пристрої значно дорожчі за звичайні, то сліпі та слабозорі люди переважно обходяться звуковими синтезаторами JAWS та стандартною клавіатурою.